# Jeannie Drake, Baroness Drake

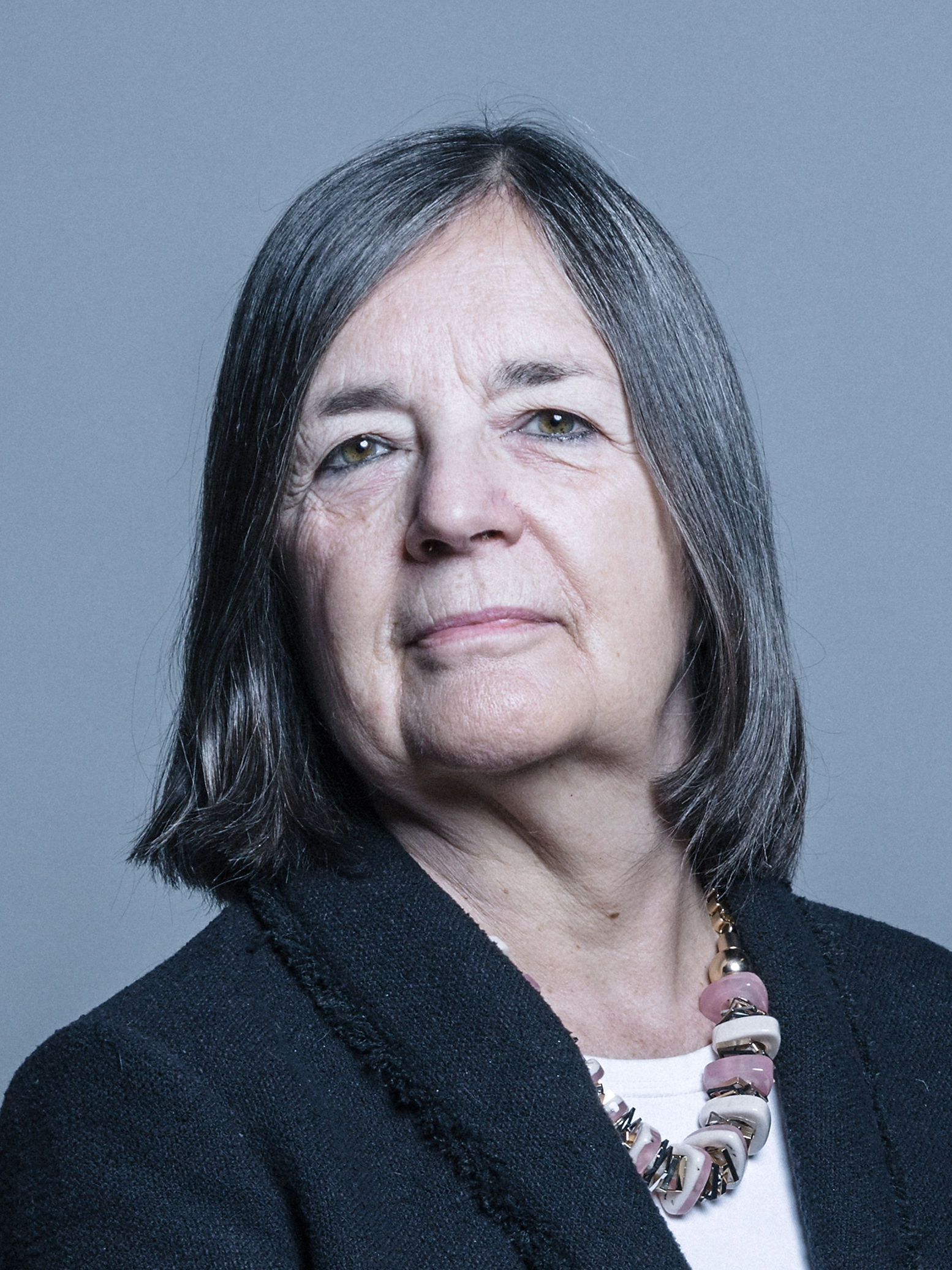
Jeannie Drake, Baroness Drake

Jeannie Drake, Baroness Drake CBE (* 16. Januar 1948) ist eine britische Gewerkschafterin und Life Peeress.
Sie war stellvertretende Generalsekretärin der Communication Workers Union und 2005 Präsidentin des Gewerkschaftskongresses. Sie arbeitet für die Equality and Human Rights Commission.
Am 20. Juni 2010 wurde sie als Baroness Drake, of Sheen in the County of Surrey, zur Life Peeress erhoben und sitzt seither für die Labour Party im House of Lords.